# 桑披寺
噶丹·桑披羅布嶺寺（藏語：དགའ་ལྡན་བསམ་འཕེལ་ནོར་བུ་གླིང་，威利转写：dgav ldan bsam vphel nor bu gling），簡稱桑披寺（藏語：བསམ་འཕེལ་དགོན་པ，威利转写：bsam vphel dgon pa），是一座中華人民共和國四川省甘孜藏族自治州鄉城縣的藏傳佛教寺廟。1669年首建，1906年毀壞，1919年重建，文革時再毀，今址為1995年重建，今為中華人民共和國第七批全國重點文物保護單位。

## 藏語名稱
「桑披」在藏語意為「如意興旺」，「羅布」意為「寶貝」或「神物」，「嶺」意為「寺」。名字起首「噶丹」表示與格魯派自西藏噶丹寺的傳承名系。

## 建築概況
桑披寺於文革時期再毀，今址為1995年重建。2013年，“乡城红军长征纪念馆”在桑披寺旁邊開館。2013年3月5日登錄為第七批全国重点文物保护单位。